# Корнішон

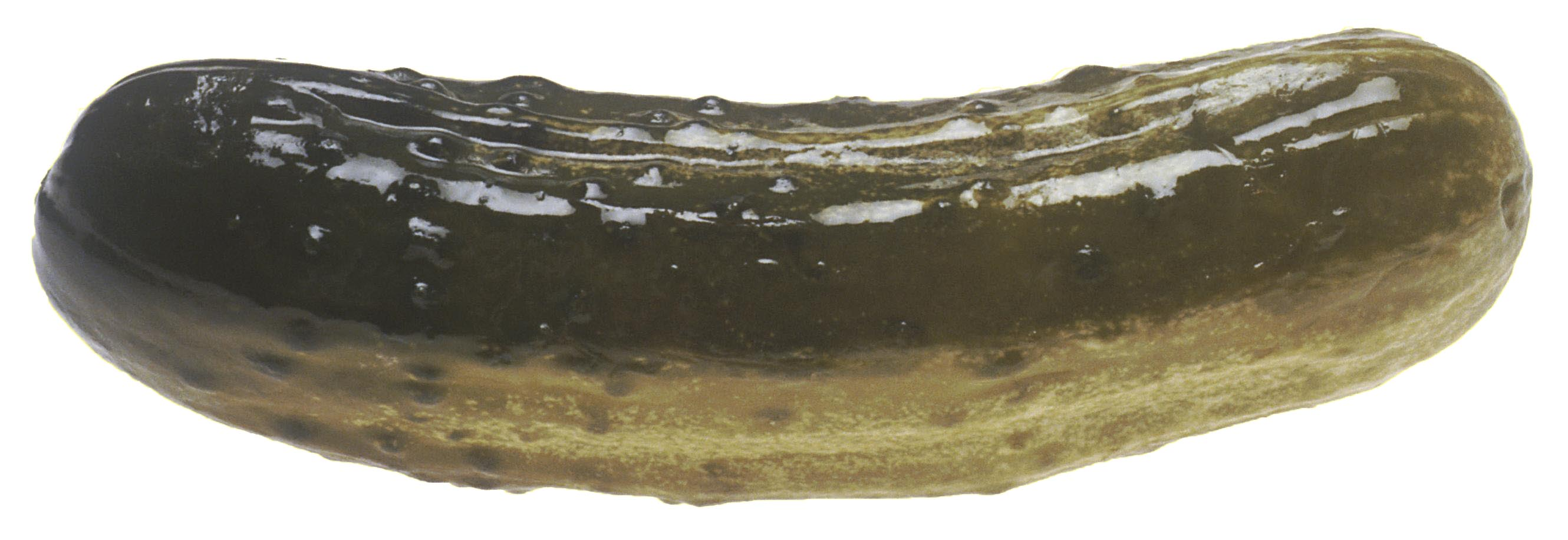

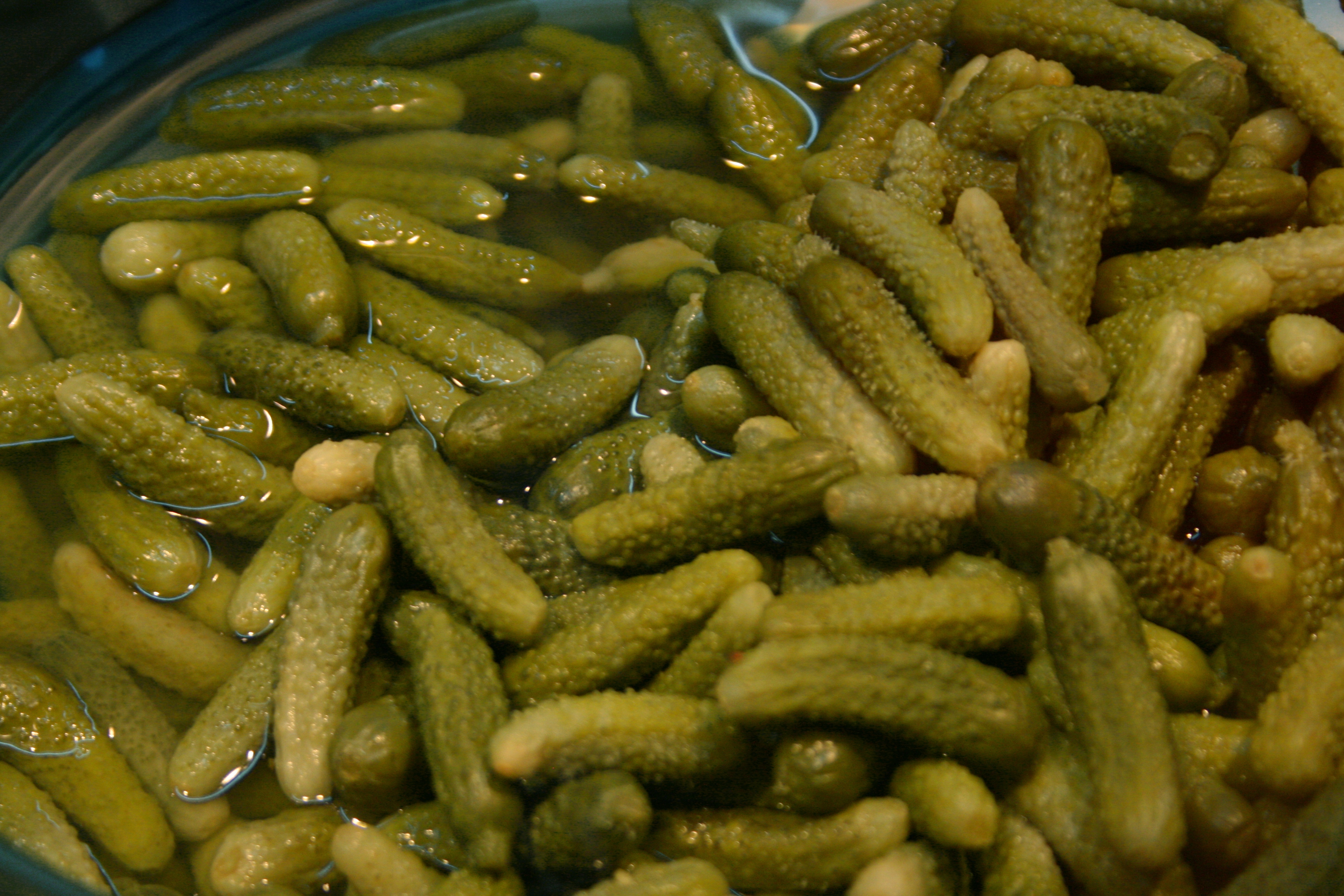

Корнішо́н (фр. cornichon) — дрібний огірок особливого сорту довжиною 3—5 см, знятий незабаром після цвітіння огіркової рослини. Корнішони використовуються для маринування й засолювання.
Термін нерідко застосовують і до знятих незабаром після закінчення цвітіння плодів звичайних сортів огірка, що неправильно. Найчастіше будь-які мариновані огірки невеликого розміру називають корнішонами. Виробниками сільськогосподарської продукції поняття «корнішон» використовується і просто як позначення високоякісних плодів рослин виду огірок, призначених для маринування та засолювання.
У XIX столітті зазвичай використовували інше написання цього слова — «корнішот».